# Efraín Calderón Lara
Pour les articles homonymes, voir Calderón et Lara.
Efraín Calderón Lara né le 13 novembre 1947 à Hopelchén et mort le 14 février 1974 à Mérida, est un homme politique yucatèque qui lutta pour les droits des travailleurs au Yucatán. Il fut assassiné par les ordres du gouverneur Carlos Loret de Mola Mediz.